# Centre de l'héritage malais
Le Centre de l'héritage malais (anglais : Malay Heritage Centre,malais : Taman Warisan Melayu, تامن واريثن ملايو) est un centre culturel et un musée de Singapour inspiré de l'histoire et de l'existence des Malais singapouriens.